# Laodamas fils d'Étéocle
Pour les articles homonymes, voir Laodamas.
Dans la mythologie grecque, Laodamas (en grec ancien Λαοδάμας / Laodámas), fils d’Étéocle, était roi de Thèbes.
Il était très jeune à la mort de son père, et Créon régna à sa place en tant que tuteur. Lorsqu’il fut en âge de gouverner, les Épigones attaquèrent la ville pour venger leurs pères (morts au cours de la guerre des sept chefs) et remettre Thersandre, son cousin, sur le trône.
Lors de la bataille, il tua Égialée. Apollodore raconte qu’il fut ensuite tué par Alcméon, mais Pausanias dit qu’il quitta la ville pendant la nuit avec une partie de la population et qu’il alla s’établir en Illyrie, et Hérodote précise que ce fut chez les Enchéléiens.
Après la victoire des Épigones, Thersandre devint roi.

## Sources
- Pseudo-Apollodore, Bibliothèque [détail des éditions] [lire en ligne] (III, 7, 3)
- Pausanias, Description de la Grèce [détail des éditions] [lire en ligne] (I, 39, 2 ; IX, 5, 13 ; IX, 8, 6 ; IX, 9, 5 ; IX, 10, 3)
- Hérodote, Histoires [détail des éditions] [lire en ligne] (V, 61)